# Игра Джери
«Игра Джери» (англ. Geri’s Game) — четырёхминутный компьютерный анимационный фильм 1997 года, созданный компанией Pixar. Впервые был показан аперитивом к полнометражному мультфильму «Приключения Флика». Сценарий и постановка — Ян Пинкава. Анимационный ролик получил награду «Оскар» в номинации «Лучший короткометражный анимационный фильм».

## Сюжет
Действие мультфильма начинается в пустом осеннем парке. Джери, одинокий старичок, начинает играть в шахматы сам с собой. Создаётся впечатление, что в шахматы играют два совершенно разных человека. Джери, играющий белыми, кроткий и нерешительный, носящий очки, отличается от своего «оппонента» Джери, играющего чёрными, — нахального и самоуверенного холерика. Каждый раз, совершая ход, Джери быстро (насколько позволительно старику) перемещается на противоположную сторону и меняет образ.
Партия всё разгорается — Джери без очков забирает всё больше и больше фигур. В конце концов, на доске остаётся только один белый король. Джери-холерик уверен в своей победе. Он открыто иронизирует над своим нерешительным соперником, не знающим, куда поставить короля. Внезапно Джери в очках хватается за сердце и падает под стол. Джери без очков обеспокоен, он пытается помочь сопернику, однако сам не может встать. Он хватается за пульс, однако всё же находит в себе силы и опускается вниз.
В это время симулировавший инфаркт Джери в очках незаметно встаёт и поворачивает доску так, что теперь его соперник играет белыми (оставшийся король). После этого он, как ни в чём не бывало, продолжает партию. Он на несколько секунд задумывается и, озарённый внезапным решением, ставит мат ничего не понимающему и захваченному врасплох противнику. В качестве награды Джери в очках получает от Джери без очков вставную челюсть. Мультфильм оканчивается тем, что сияющий и довольный собой Джери вставляет челюсть и добродушно посмеивается в одиночестве в осеннем парке.

## Факты

Джери без очков

- Джери встречается в камео в анимационном фильме «История игрушек 2» в качестве мастера по ремонту игрушек, который работал над восстановлением сломанного шерифа Вуди. Автор фильма Ян Пинкава признался, что персонаж основан на нём, таким, как он себя представляет в старости[1].
- Сюжет фильма во многих чертах повторяет эпизод «Поединок» из 82 серии детского юмористического киножурнала «Ералаш».

## Награды
- 1998 — «Оскар» за лучший короткометражный анимационный фильм.
- 1998 — Anima Mundi Animation Festival.
- 1998 — Annecy International Animated Film Festival.
- 1998 — Annie Awards.
- 1998 — Florida Film Festival.
- 1998 — World Animation Celebration.
- 1998 — Zagreb World Festival of Animated Films.